# Ernő Borbély
Ernő Borbély (30.3.1951 - 20.12.2011) a fost deputat român în legislatura 1990-1992, ales în județul Harghita pe listele partidului UDMR. Ernõ Borbely a fost deținut politic în timpul regimului comunist.